# Super Coupe de Tunisie féminine de basket-ball
 (mars 2023).
Si vous disposez d'ouvrages ou d'articles de référence ou si vous connaissez des sites web de qualité traitant du thème abordé ici, merci de compléter l'article en donnant les références utiles à sa vérifiabilité et en les liant à la section « Notes et références ».
La Super Coupe de Tunisie féminine de basket-ball (arabe : كأس السوبر التونسي لكرة السلة للسيدات) est une compétition de basket-ball tunisienne opposant le champion de Tunisie au vainqueur de la coupe de Tunisie.

## Palmarès
- 2014 : Club sportif sfaxien
- 2018 : Club sportif sfaxien (victoire 54 à 49 contre le Club sportif de la police de la circulation[1])
- 2024 : Club sportif sfaxien (67-55 contre la Jeunesse sportive d'El Menzah)[2]

## Bilan par club
| Club                 | Ville | Titres | Années           |
| -------------------- | ----- | ------ | ---------------- |
| Club sportif sfaxien | Sfax  | 3      | 2014, 2018, 2024 |